# Rhamphomyia anthracodes
Rhamphomyia anthracodes is een vliegensoort uit de familie van de dansvliegen (Empididae). De wetenschappelijke naam van de soort is voor het eerst geldig gepubliceerd in 1900 door Coquillett.